# Ricky Sprocket
Ricky Sprocket is een geanimeerde televisieserie van Nickelodeon. De eerste aflevering werd op 1 september 2007 uitgezonden in Engeland. De serie werd geproduceerd in 2007 en is anno 2008 te zien in 127 verschillende landen. In Canada wordt het uitgezonden door 'Teletoon'. In de overige 126 landen doet Nickelodeon dat. De Nederlandse bewerking is gemaakt door Creative Sounds.

## Productie
De serie is bedacht en ontwikkeld door Alison Snowden en David Fine, die ook de Amerikaanse kinderserie Bob and Margaret en de Oscar-winnende serie Bob's Birthday bedachten. Alles werd ontwikkeld in samenwerking met Josh Mepham. De Engelse stemmen zijn ingesproken in Vancouver en Toronto.

## Karakters
- Ricky Sprocket (Jillian Michaels) – Een 10-jarige filmster, hij heeft de hoofdrol van deze serie. Hij woont in een riante villa, en werkt bij Meneer Fishburger in de Wishworks Studio's. Hij maakt allerlei vreemde dingen mee.
- Jetta Sprocket (Kathleen Barr) – Ricky's kleine zusje. Ze is een beetje stil, en houdt ervan om alleen te zijn. Maar onopgemerkt doet ze allerlei dingen waar niemand van afweet.
- Kitten Kaboodle (Andrea Libman) - Ze is een collega/aartsvijand van Ricky en geobsedeerd door rijkdom en bekendheid. Ze is erg verwaand en krijgt altijd alles wat ze wil van haar moeder. Haar moeder is overigens ook Kitty's manager. Kitty houdt ervan om Ricky te zien falen.
- Mr. Louie Fischburger (Scott McNeil) – Ricky' baas, eigenaar van de Wishworks Studios. Hij is een oude man en films zijn z'n leven. Hij behandelt Ricky als zijn eigen zoon.
- Vanessa Stimlock (Tabitha St. Germain) – Een presentatrice van bekende nieuwsprogramma's. Ze is gespecialiseerd in de bezigheden van Ricky Sprocket. Het nieuwsprogramma van Vanessa Stimlock heet ShowBizz Buzz.

## Nederlandse stemmen
- Ricky Sprocket - Pepijn Koolen
- Jamai - Robin van der Velden